# Рио, Андрес Мануэль дель
Андрес Мануэль дель Рио Фернандез (исп. Andrés Manuel Fernández del Río, 10 ноября 1764, Мадрид — 23 марта 1849, Мехико) — испанский и мексиканский химик и минералог, первооткрыватель химического элемента ванадия.

## Биография
В 16 лет получил классическое образование бакалавра в Университете Алькали. Следующие два года изучал частно физику и минералогию. В июне 1782 года получает королевскую стипендию и изучает химию, геологию, минералогию в Королевской академии горного дела в Альмадене. В 1783 году уезжает на учебу в Париж Коллеж де Франс, где продолжает обучение у химика Жан-Пьера Йозефа д'Арсета. В 1789 году Рио перебирается во Фрайберг, где встречается с директором Фрайбергской горной академии — Авраамом Готлобом Вернером и Александром фон Гумбольдтом. С Гумбольдтом установились дружеские отношения и оба получили во Фрайберге научные степени. В 1793 году Рио возвращается в Париж — ассистентом Лавуазье и после ареста Лавуазье перебирается в Мексику в Национальный автономный университет Мексики на должность профессора минералогии. В 1820 году становится депутатом Генеральных кортесов Испании и выступает за независимость Новой Испании. На предложение оставаться в Испании ответил отказом и вернулся в Мексику. Был членом многочисленных научных академий, в том числе — Парижской академии наук (1842; корреспондент), Нью-Йоркской академии наук.

## Открытие ванадия

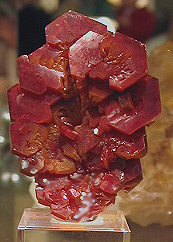
Ванадинит. Pb_{5}(VO_{4})_{3}Cl.

В 1801 году Дель Рио получает образцы минерала с рудника Пурисима дель Карденаль в Симапане (штат Идальго). При исследовании этой свинцесодержащей руды «plomo pardo», Рио находит новый металлический элемент. Он устанавливает, что минерал «коричневый свинец» является соединением с новым элементом, химические свойства которого не соответствуют свойствам других элементов, известных на то время. При исследовании нового элемента Рио получил его соединения, имевшие различные расцветки. В своей публикации 1802 года он назвал его Панхромий (pancromo — все краски). В более поздних публикациях Рио назвал его эритохромом (eritrono — красный), из-за красной окраски его щелочных солей.
В следующем 1803 году Мехико посещает товарищ Рио — Александр фон Гумбольдт. Гумбольдт скептически отнесся к результатам Рио и был мнения, что это не новый элемент, а открытый в 1797 году элемент Хром. При возвращении в Европу Гумбольдт взял образцы руды для анализа и выслал их позже в Париж — Ипполиту-Виктору Колле-Дескотилу для исследований. Колле-Дескотил ошибся в анализе и обнаружил только хром в руде, которая содержала также и его, но как примесь. Александр фон Гумбольдт отклонил таким образом обнаружение нового элемента. Рио склонился к авторитету Гумбольдта и высказал мнение, о том, что его анализ был ошибочным.
В 1830 году шведский химик Нильс Габриэль Сефстрём снова открыл химический элемент ванадий. Сразу после этого Фридрих Велер установил, что в случае открытия Сефстрёма и Рио — элементов ванадия и эритохрома речь идет об одном и том же химическом элементе. Таким образом открытие нового элемента сдвинулось на 29 лет. Впервые металлический ванадий выделил британский химик Генри Энфилд Роско в 1867 году восстановлением хлорида ванадия водородом.
«Коричневый свинец» дель Рио также был открыт заново в 1838 году в Зимапане, штат Идальго, Мексика, и получил название ванадинит из-за высокого содержания ванадия. Другие названия, которые он получал с тех пор — джонстонит и свинцовый ванадат.

## Внешние ссылки
- La importancia química del vanadio y Don del Río
- Portada del Manual de Orictognosia Архивная копия от 4 марта 2016 на Wayback Machine
- Palacio de Minería en la Ciudad de México
- Premio Nacional de Química Архивная копия от 5 августа 2020 на Wayback Machine
- Andrés Manuel del Río en la Biblioteca Virtual de Polígrafos de la Fundación Ignacio Larramendi